# Sáránd vasútállomás
Sáránd vasútállomás egy Hajdú-Bihar vármegyei vasútállomás, a MÁV üzemeltetésében. Elnevezése ellenére valójában mikepércsi területen helyezkedik el, bár alig méterekre a névadó Sáránd északi határszélétől; közúti elérését a közvetlenül mellette húzódó 47-es főút biztosítja.

## Vasútvonalak
Az állomást az alábbi vasútvonalak érintik:
- Debrecen–Nagykereki-vasútvonal
- Sáránd–Létavértes-vasútvonal

## Kapcsolódó állomások
A vasútállomáshoz az alábbi állomások vannak a legközelebb:
- Debrecen vasútállomás (Debrecen–Nagykereki-vasútvonal)
- Derecske megállóhely (Debrecen–Nagykereki-vasútvonal)
- Hajdúbagos megállóhely

## Forgalom
| Járat | Útvonal | Gyakoriság   |
| ----- | --- | ------------ |
| S506  | Debrecen – Sáránd – Derecske – Derecske-Vásártér – Konyár – Konyári Sóstófürdő – Pocsaj-Esztár – Kismarja – Nagykereki | 1-3 óránként |

Régebben Létavértes felé is volt forgalom de ez a 2009/2010-es menetrendváltással megszűnt.